# Manic Monday
Manic Monday var den första hitsingeln för den amerikanska popgruppen The Bangles. Den nådde andra plats 1986 på listorna i både USA och Storbritannien. Låten skrevs 1984 av Prince och var ursprungligen avsedd för ett album av Apollonia 6.
Sångtexten handlar om en person som vaknar från en romantisk dröm klockan 06.00 en måndag morgon. Personen ska till sitt arbete, och får rusa till tåget men är övertygad att om att inte kunna komma i tid, även om ett flygplan hade funnits till hands.
Låten tolkades även av det svenska dansbandet Drifters på albumet Stanna hos mig 2010, med originaltext.

## Låtlista

### Sida A
1. "Manic Monday" - 3:03

### Sida B
1. "In a Different Light" - 2:50

## Listplaceringar
| Lista                            | Årtal            | Topplacering | Certifikat |
| -------------------------------- | ---------------- | ------------ | ---------- |
| Billboard Hot 100, USA           | April 1986       | #2           |            |
| UK Singles Chart, Storbritannien | 15 mars 1986     | #2           | Silver     |
| Republiken Irland                | 20 februari 1986 | #2           |            |
| Västtyskland                     | April 1986       | #2           |            |
| Österrike                        | 15 maj 1986      | #2           |            |
| VG-lista, Norge                  | Mars 1986        | #4           |            |
| Schweiz                          | 13 april 1986    | #4           |            |
| Nederlanse Top 40, Nederländerna | Mars 1986        | #24          |            |